# Фадеев, Алексей Васильевич
Алексе́й Васи́льевич Фаде́ев (род. 10 декабря 1977 года в Москве) — российский двоеборец, бронзовый призёр чемпионата мира 1999 года.

## Спортивная карьера
Лучшим результатом выступлений Алексея Фадеева является бронзовая медаль чемпионата мира 1999 года в Рамзау в командном первенстве. Наибольшего успеха в индивидуальных гонках он добился также в Рамзау, заняв 8-е место.
Дважды принимал участие в зимних Олимпийских играх 1998 и 2002 годов, но выступил неудачно, заняв, соответственно, 37-е и 31-е места в индивидуальных гонках.
Лучшими результатами Алексея Фадеева на этапах Кубка мира являются четыре 4-х места в индивидуальных соревнованиях.